# Costanza di Saluzzo
Costanza di Saluzzo o Del Vasto o ancora Alemarici di Saluzzo (1314 – Oristano, 18 febbraio 1348) è stata Regina o Giudicessa di Arborea e Viscontessa Consorte di Bas dal 5 aprile 1335 al 1347, anno della morte del marito.

## Biografia
Era figlia del primo Governatore Generale del Regnum Sardiniae et Corsicae Filippo di Saluzzo, figlio a sua volta del Marchese Tommaso I, e di Sibilla di Peralta.
Nel 1328, con patti risalenti all'anno prima, sposò il donnicello o principe Pietro, futuro giudice di Arborea. Il 5 aprile del 1335, alla morte del suocero Ugone II di Arborea, divenne Regina assieme a suo marito.
Le donazioni da lei fatte la rappresentano come una figura estremamente credente e convinta.
Nel 1347, alla morte del marito, si ritirò nel Convento di Santa Chiara ad Oristano, fondato da lei quattro anni prima, dove morì di lì a poco, il 18 febbraio del 1348.
Si conserva ancora il suo testamento e la sua lastra funeraria nella chiesa del convento, che riporta:

## Matrimonio e Discendenza
Costanza sposò il donnicello o principe d'Arborea Pietro, futuro sovrano del regno sardo. Secondo una teoria poco accettata dagli storici ebbe una figlia, Costanza come lei, nata dopo la morte del padre.